# Zeche Ulrich
Die Zeche Ulrich in Sprockhövel (Ortsteil Hiddinghausen) ist ein ehemaliges Steinkohlenbergwerk. Das Bergwerk begann zunächst als Kleinzeche, ab 1956 wurde das Bergwerk als Zeche weiterbetrieben. Besitzer des Bergwerks war die  Papierfabrik Scheufelen AG.

## Geschichte

### Die Anfänge
Am 1. Juni des Jahres 1951 wurde das Bergwerk in Betrieb genommen. Die Berechtsame umfasste die Felder Henriette und Charlotte. Diese Felder waren im Besitz der Papierfabrik Scheufelen AG. Hinzu kamen die Felder der Gewerkschaft Kläre. Die Kuxenmehrheit dieser Gewerkschaft lag bei der Papierfabrik Scheufelen AG. Der Feldesbesitz der Gewerkschaft Kläre bestand aus den Geviertfeldern Kläre, Sieper & Mühler II, Johann und Julius, außerdem mehrere namentlich nicht genannte Längenfelder der ehemaligen Zeche Deutschland. Insgesamt umfasste die Berechtsame eine Fläche von 13,5 km2.

### Der weitere Betrieb
Die Zeche Ulrich hatte zwei Schächte in Förderung, den tonnlägigen Schacht Ulrich und den tonnlägigen Schacht Hagelsiepen. Schacht Ulrich hatte eine flache Teufe von 320 Metern und Schacht Hagelsiepen eine flache Teufe von 150 Metern. Im Jahr 1958 wurde ein alter Bremsberg aus dem Jahre 1894 angefahren, dieser Bremsberg gehörte zur stillgelegten Zeche Deutschland. Im selben Jahr wurde auf dem Gelände des ehemaligen Schachtes Uhlenberg eine Brikettfabrik in Betrieb genommen. Anfang des darauffolgenden Jahres wurde die Brikettfabrik wieder stillgelegt. Im Jahr 1963 wurde die Brikettfabrik wieder in Betrieb genommen. Am 1. Juni desselben Jahres kam es Untertage zu einer Schlagwetterverpuffung, Menschen kamen dabei nicht zu Schaden. Am 15. September des Jahres 1966 wurde die Zeche Ulrich stillgelegt.

## Förderung und Belegschaft
Auf dem Bergwerk wurden ausschließlich Magerkohlen gefördert. Die ersten bekannten Belegschafts- und Förderzahlen des Bergwerks stammen aus dem Jahr 1952. Damals waren 74 Bergleute auf dem Bergwerk beschäftigt, die eine Förderung von 16.848 Tonnen Steinkohle erbrachten. Im Jahr 1955 stieg die Förderung auf 39.452 Tonnen Steinkohle. Diese Förderung wurde mit 95 Beschäftigten erbracht. Im Jahr 1956 wurde eine Förderung von rund 45.000 Tonnen Steinkohle erbracht. Die maximale Förderung wurde im Jahr 1959 mit 108 Mitarbeitern erbracht. Es wurden 51.709 Tonnen Steinkohle gefördert. Im Jahr 1960 sank die Förderung auf 41.307 Tonnen, die Belegschaftsstärke betrug in diesem Jahr 104 Beschäftigte. Im Jahr 1965 sank die Förderung erneut auf 40.113 Tonnen Steinkohle, diese Förderung wurde mit 94 Beschäftigten erbracht. Dies waren auch die letzten bekannten Belegschafts- und Förderzahlen.